# Jesús Pino
Jesús Alberto Pino Villalón (n. Chile, 23 de mayo de 1991) es un futbolista chileno, que juega en la posición de defensa. Actualmente milita en Deportes Santa Cruz de la Primera División B de Chile.

## Clubes
| Club                | País  | Año       |
| ------------------- | ----- | --------- |
| Unión La Calera     | Chile | 2010-2013 |
| Deportes Santa Cruz | Chile | 2013-2014 |
| Deportes Rengo      | Chile | 2014-2015 |
| Unión San Felipe    | Chile | 2015      |
| Deportes Santa Cruz | Chile | 2016      |
| Unión San Felipe    | Chile | 2016-2022 |
| → San Luis (cedido) | Chile | 2018      |
| Deportes Santa Cruz | Chile | 2023-Act. |